# Cléopâtre essayant des poisons sur des condamnés à mort
Cléopâtre essayant des poisons sur des condamnés à mort est une œuvre réalisée par le peintre académique français Alexandre Cabanel en 1887. Cette peinture sur toile de 87,6 cm sur 148 cm découvrant la reine d'Égypte Cléopâtre assise sur une banquette et observant les effets de ses poisons sur des condamnés à mort se tordant de douleur est actuellement conservée par le Koninklijk Museum voor Schone Kunsten d'Anvers.
En 1887, lorsque le public parisien découvre pour la première fois ce tableau, Cabanel, qui a toujours eu un goût prononcé pour les thèmes historiques et orientaux, est encensé par la critique et couvert d'honneurs. De nombreux collectionneurs internationaux se pressent pour obtenir la toile.
Professeur aux Beaux-arts, membre de l'Académie des beaux-arts, Cabanel a déjà été seize fois membre du jury du Salon de Paris et il en a reçu trois médailles d'honneur. Il est donc à l'apogée de son art lorsqu'il présente cette année-là sa toile de Cléopâtre.

## Tableau
Construit en deux parties, le tableau présente au premier plan la reine Cléopâtre assise sur une banquette sur laquelle ont été déposés des tissus et une peau de tigre dont la tête a été conservée. De profil, elle rappelle les peintures égyptiennes. Cléopâtre porte la couronne Néret qui est devenue l’apparat des reines depuis la IVe dynastie. Cette couronne représente un vautour : la tête de l'oiseau s'avance légèrement au-dessus de son front tandis que les ailes encadrent son visage. Placée sur la droite de la toile, la reine est accompagnée d'une courtisane très dévêtue et agitant un chasse-mouche. À ses pieds est couché un léopard majestueux. C'est un animal dont Cléopâtre aimait la compagnie.

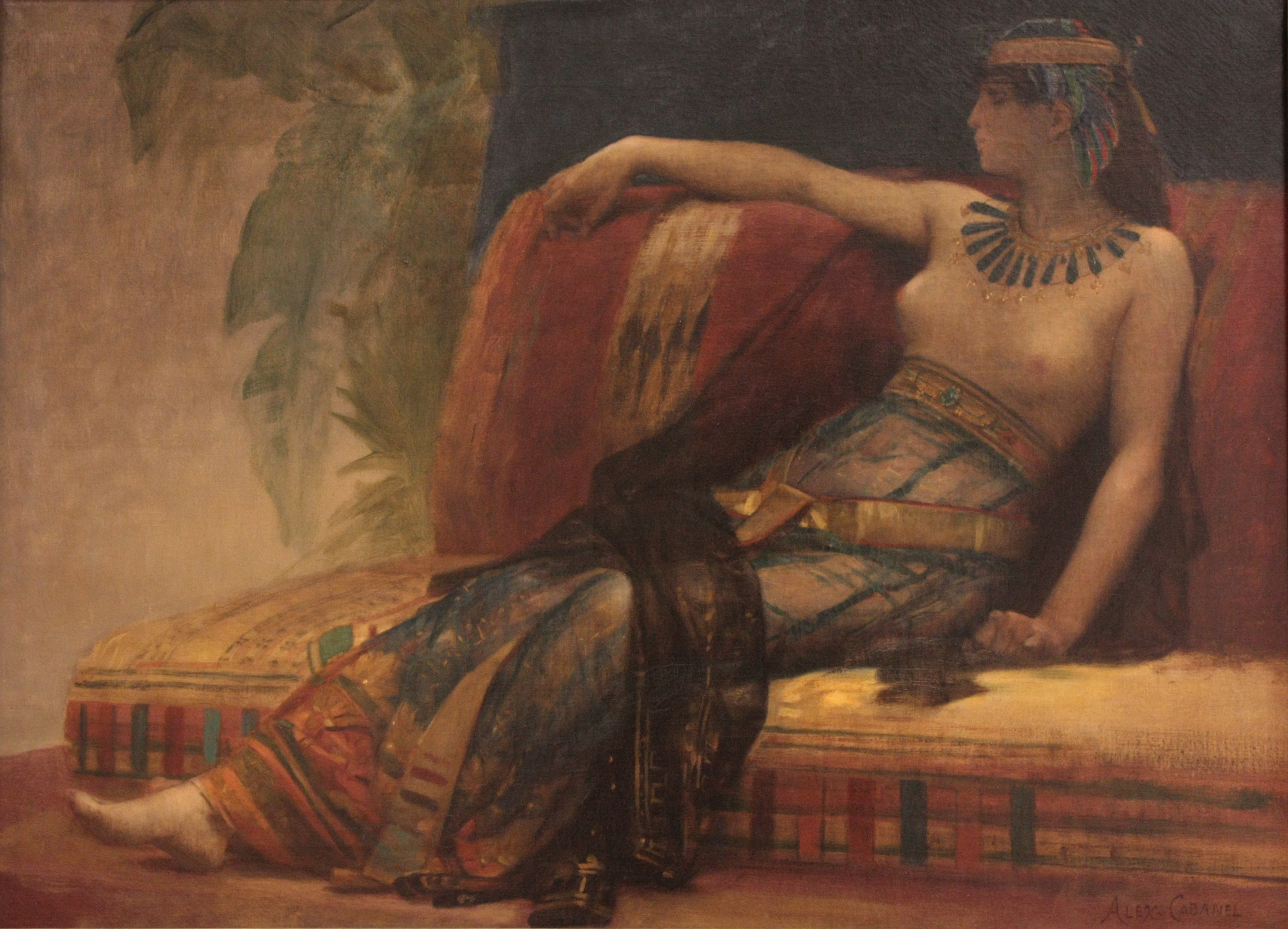
Étude de Cléopâtre (Musée des beaux arts de Béziers)

À gauche du tableau se découvre le second plan qui contraste avec la pose lascive de la reine. Des condamnés à mort se tordent de douleur sous l'effet des poisons qui leur ont été donnés. Si Cléopâtre savait utiliser ses charmes pour parvenir à ses fins, elle utilisait également ses poisons. Une femme se tient debout avec un flacon dans la main droite, au-dessus d'un esclave se tenant le ventre, le visage marqué par la souffrance. Derrière eux, deux hommes transportent le cadavre d'un condamné. La cruauté de la scène est renforcée par la splendeur du palais où sont commises ces atrocités. En pleine lumière, aux pieds de hiéroglyphes aux couleurs somptueuses, sont tués des esclaves pour l'amélioration des poisons de la Reine.
Cléopâtre, fière, regarde de loin cette scène. Le regard froid, elle paraît insensible à la douleur et au sort de ces esclaves agonisants.
Une première version du tableau de dimension plus réduites est réalisée par le peintre en 1883 et soumise pour approbation aux commanditaires. Cette étude achevée, conservée en collection privée, est présentée dans le cadre de l'exposition Flower power du Musée des Impressionnismes de Giverny.
Une étude préparatoire au tableau (figure de Cléopâtre)  est conservée au  Musée des beaux-arts de Béziers.

## Influence
Georges Hatot s'est inspiré de ce tableau de Cabanel pour mettre en scène Néron essayant des poisons sur des esclaves.